# Moja własna ojczyzna
Moja własna ojczyzna – amerykański film obyczajowy z 1998 roku na podstawie książki dra Abrahama Verghese'a.

## Główne role
- Naveen Andrews - Dr. Abraham Verghese
- Glenne Headly - Vickie Talley
- Hal Holbrook - Lloyd Flanders
- Swoosie Kurtz - Hope
- Marisa Tomei - Mattie Vines
- Adam Tomei - Gordon Vines
- Ellora Patnaik - Rajani Verghese
- Peter MacNeill - Allen
- Sean Hewitt - Chester Mews
- William Webster - Langdon Arwood
- Sharon Dyer - Pani Vines
- David Fox - Pan Vines
- Colleen Williams - Carol
- Ranjit Chowdhry - Vadivel

## Fabuła
Stan Tennessee, rok 1985. Abraham Verghese jest lekarzem specjalizującym się w chorobach infekcyjnych. Jest synem indyjskich nauczycieli. Wraz z żoną Rajani i synkiem Stevenem zamieszkuje w Johnson City. Tam wykrywa pierwszy przypadek pojawienia się wirusa HIV - umiera młody homoseksualista. Choroba zaczyna zataczać coraz szersze kręgi. Abraham podejmuje walkę z AIDS. Z tego powodu nie jest obecny przy porodzie drugiego dziecka. Jego małżeństwo przeżywa kryzys.